# Saint-Germain-le-Guillaume
Saint-Germain-le-Guillaume é uma comuna francesa na região administrativa da Pays de la Loire, no departamento de Mayenne. Estende-se por uma área de 13,23 km². Em 2010 a comuna tinha 513 habitantes (densidade: 38,8 hab./km²).